# Ernst Friedrich
Pour les articles homonymes, voir Friedrich.

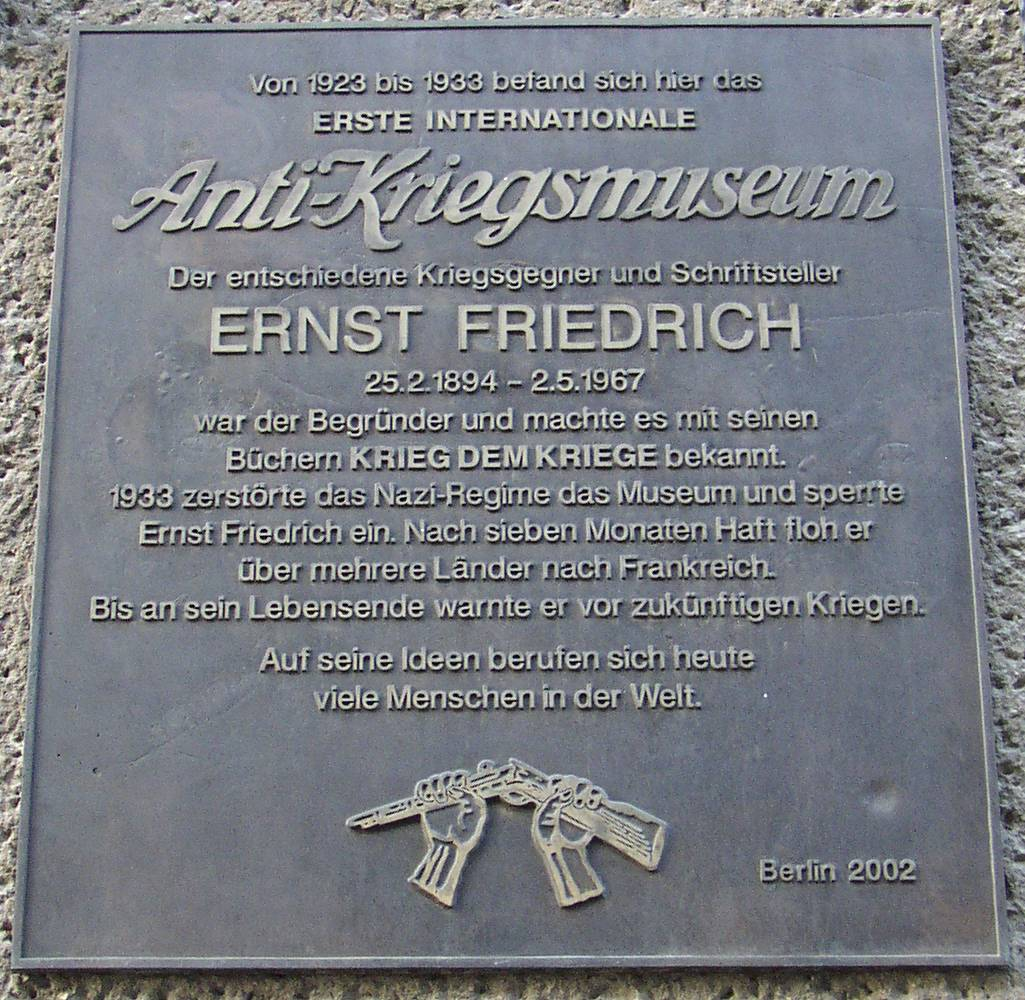
Plaque commémorative pour Ernst Friedrich à Berlin-Mitte.

Ernst Friedrich (né le 25 février 1894 à Breslau en Silésie prussienne, mort le 2 mai 1967 à Le Perreux-sur-Marne) est un pacifiste anarchiste.

## Biographie
Pendant la Première Guerre mondiale, il est condamné à la prison pour sabotage. Après, il est l'organisateur de "Freien Jugend" ("Jeunesse Libre") à Berlin qui rejoint en 1923 les Jeunes Anarchistes-Syndicalistes d'Allemagne (ou Syndikalistisch-Anarchistische Jugend Deutschlands (SAJD) en allemand), section Anarcho-syndicaliste qui prône l'antimilitarisme. Pendant l'entre-deux-guerres, il s'engage politiquement, artistiquement contre la guerre, il fait partie des orateurs lors du rassemblement anti-guerre en face de la cathédrale de Berlin, le 31 juillet 1921 avec plus de 100 000 manifestants.
Son livre Krieg dem Kriege (titre original de ce livre avec des textes en plusieurs langues : Krieg dem Kriege! Guerre à la Guerre! War against War! Oorlog aan den Oorlog!), paru en 1924, montre une documentation photographique des horreurs de la guerre. Il devient ami avec Henry Jacoby (de) et Erich Mühsam. Il consacre un numéro de Freie Jugend la même année aux prisonniers politiques dans la République de Weimar comme Erich Mühsam. En 1925, il fonde l'Anti-Kriegs-Museum (de) à Berlin, où il reçoit Gustav Gräser pour une conférence.
En 1930, il est de nouveau condamné pour ses activités politiques à un an de prison.
Même avant leur arrivée au pouvoir, les nazis le harcèlent. Après l'incendie du Reichstag, il est arrêté le 28 février 1933. Le musée est détruit et devient un lieu d'exposition des SA. Après sa libération en décembre 1933, il fuit à travers toute l'Europe. Il se repose un temps au Rest Home Projekt (de) que gèrent des quakers.
En 1936, il ouvre un nouveau musée à Bruxelles que les troupes allemandes détruisent encore après l'invasion en 1940. Il arrive en captivité en juin 1940 en France et s'enfuit dix-huit mois plus tard. Il s'installe, avec son fils Ernst, dans une ferme des Cévennes, à la Castelle, près de Barre-des-Cévennes (Lozère). En 1944, la Gestapo le recherche. Il parvient à s'enfuir, mais son fils est arrêté et sommé de choisir entre un retour à Berlin ou un poste d'interprète à Montpellier. Il choisit de travailler pour la Gestapo de Montpellier, avant d'être muté comme interprète à la Gestapo de Mende, en juin 1944. Entre-temps, Ernst père a rejoint la Résistance.
Ernst Friedrich sauve soixante-dix enfants juifs avant leur déportation. Il participe ensuite à la libération de Nîmes et d'Alès. Il est blessé deux fois.
Après la guerre, il devient membre de la SFIO. Il demande, sans succès, sa naturalisation française en juillet 1947, le dossier consultable aux Archives départementales de la Lozère contient également un mémoire de défense de son fils. Ce dernier, condamné à mort par la Cour martiale de Mende, le 31 août 1944, verra sa peine commuée en 5 ans de réclusion, par la Cour de Justice de Mende, le 14 mai 1945. Dès 1947, il fait campagne à Paris pour la reconstruction d'un nouveau musée anti-guerre.
Grâce à un fonds international, il reçoit 1 000 dollars, avec lesquels Il achète une barge (pour la Paix) amarrée à Villeneuve-la-Garenne, dénommée L'Arche de Noé.
En 1954, il reçoit une compensation financière pour la perte de ses biens et le préjudice physique pendant le Troisième Reich avec laquelle il achète environ 3 000 m2 de forêt sur une île de la Marne (l'Ile du Moulin) - près de Le Perreux-sur-Marne - qu'il rebaptise l'Ile de la Paix, et où il installe un centre international de jeunesse.
Après son décès en 1967, l'Ile de la Paix sera vendue, rebaptisée l'Ile du Moulin et ses installations détruites.
À Berlin, l'Anti-Kriegs-Museum sera  recréé en 1982.

## Écrits
- Proletarischer Kindergarten. Ein Märchen- und Lesebuch für Kinder. Berlin 1921.
- Krieg dem Kriege!, Tome 1, 1924
- Krieg dem Kriege, Tome 2, 1926.
- Festung Gollnow, Berlin 1932.
- Vom Friedensmuseum... zur Hitlerkaserne. Ein Tatsachenbericht über das Wirken von Ernst Friedrich und Adolf Hitler, St. Gallen 1935 (Libertad Verlag, Berlin 1978).

## Source, notes et références
1. ↑  « Quäker-Nachrichten: Neues zum „Rest-Home“: Hilfe für Opfer der NS-Diktatur 1933-1939 in Deutschland », sur Quäker-Nachrichten, 20120513 (consulté le 28 mai 2023)
2. 1 2  Archives départementales de la Lozère (AD 48), cote 1310 W 2 pour dossier relatif à Ernst Friedrich fils, cote 1310 W 5 pour dossier relatif à Ernst Friedrich père.
3. ↑  « Ein Portrait des Anarchisten und Widerstandskämpfers Ernst Friedrich - www.anarchismus.at », sur www.anarchismus.at (consulté le 28 mai 2023)

- (de) Cet article est partiellement ou en totalité issu de l’article de Wikipédia en allemand intitulé « Ernst Friedrich » (voir la liste des auteurs).

## Notices
- L'Éphéméride anarchiste : notice biographique.